# Engadiner Theatergeschichte

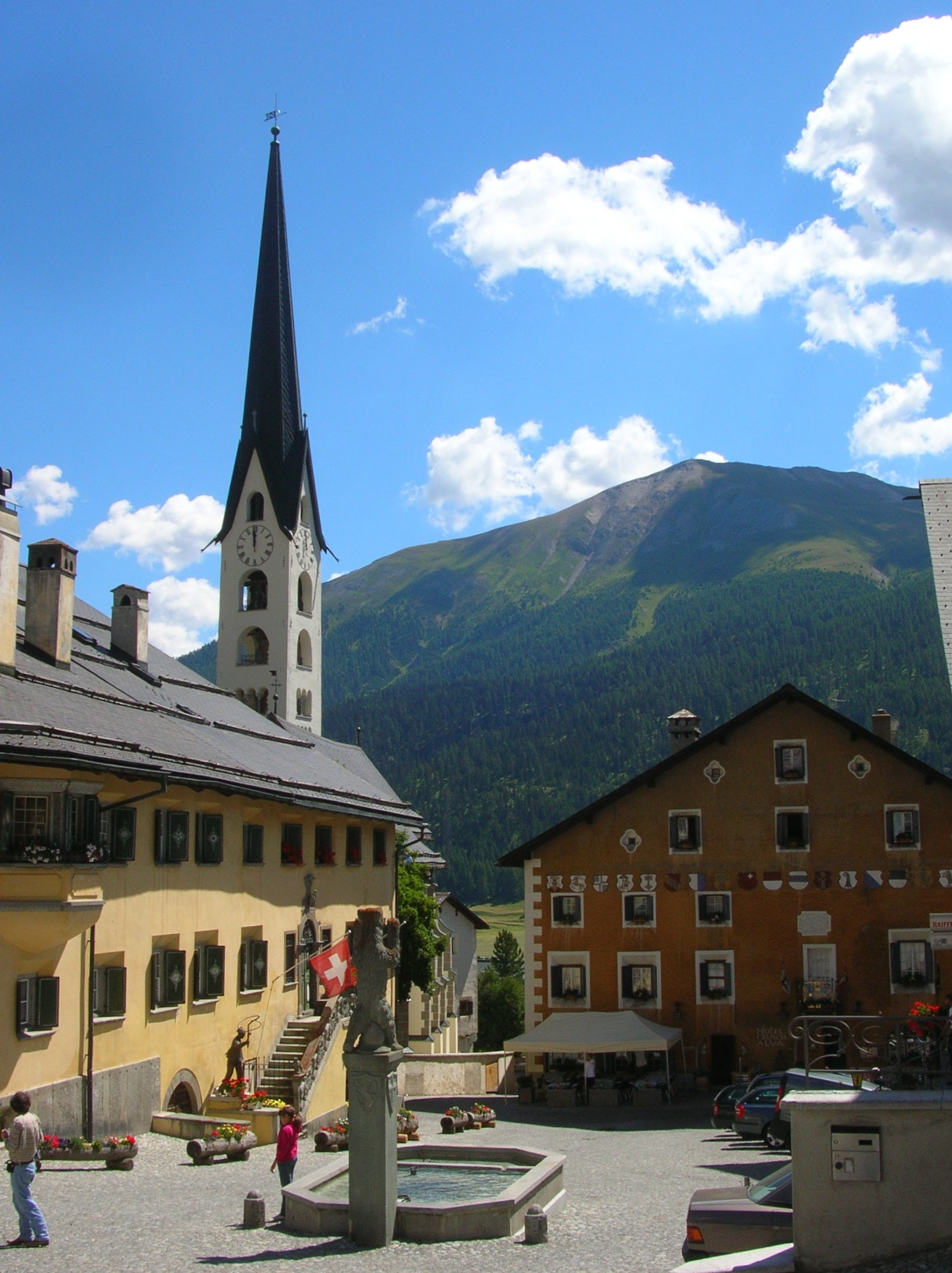
Der historische Dorfplatz in Zuoz, geschichtsträchtiger Ort des Engadiner Theaters

Die Engadiner Theatergeschichte ist in erster Linie die Historie des Volkstheaters, das im inneralpinen Hochtal des Engadins bis in das 16. Jahrhundert zurückreicht.

## Die Anfänge bis zum 17. Jahrhundert
In der Reformationszeit wurden überall in der Rumantschia Dramen aufgeführt, die zumeist biblische Erzählungen thematisierten. Der Zuozer Humanist Gian Travers war der erste politische Publizist, der sich von 1527 an in der Oberengadinischen Sprache, dem Puter, verlauten liess und auch schriftstellerisch als Dramenschreiber tätig war. 1534 wurde auf dem Dorfplatz in Zuoz sein Theaterstück «La Histoargia dal bio patriarch Josef» (= Die Lebensgeschichte des Patriarchen Josef) uraufgeführt.
Der Jurist Jachiam Tütschett Bifrun besorgte die erste Übertragung des Neuen Testaments in das Puter, die Oberengadinische Sprache; es wurde 1560 publiziert. Der reformierte Pfarrer Durich Chiampell übertrug Psalmen in das Vallader, die 1562 veröffentlicht wurden. Chiampells Stücke «Giuditta e Holofernes» (= Judith und Holofernes) und «Joseph, Figl d'Israel» (= Joseph, Sohn Israels) wurden 1554 im Unterengadiner Ort Susch inszeniert. Beide Theaterstücke waren religiös motiviert. Demgegenüber war das bald darauf in Ardez gespielte Stück «Las dysch aetats» (= Die zehn Zeitalter) von Bart Stuppan vorrangig politisch interessiert.
Die Bündner Wirren in der ersten Hälfte des 17. Jahrhunderts mit ihren Verwüstungen der Dörfer brachten das Engadiner Theater für Jahrzehnte nahezu zum Erliegen.
Überliefert ist in der zweiten Jahrhunderthälfte ein theatralisches Kriminalstück «Il saltader dils morts» (= Der Pfänder der Toten), das ursprünglich in Sursilvan verfasst war, bevor es ins Ladin übertragen wurde.

## 18. und 19. Jahrhundert
Das 18. Jahrhundert war eine Zeit fehlender eigener Kreativität. Stattdessen importierte man Theaterstücke aus dem nahen Tirol. Erst die vom jungen Kanton Graubünden geförderten Schulgründungen Mitte des 19. Jahrhunderts brachten eine Wiederbelebung des Engadiner Theaters in Form der nun aufblühenden Schultheater.
Die Erinnerungsfeiern 1899 anlässlich des 400. Jahrestages der Schlacht an der Calven wurden begleitet von einer Renaissance patriotischer Freilichtspiele. Otto Barblans Musik unterlegte das an vielen Orten im Kanton aufgeführte engadinerromanische Gedenkstück «Chalavaina».

## 20. Jahrhundert
Im Jahre 1944 rief Jon Semadeni die Wanderbühne «La Culissa» ins Leben, die dramatische Stücke vor allem im Engadin spielte, aber auch in Chur, Zürich und Bern. Mit Cla Biert und Men Rauch gründete Semadeni 1951 die Kabarettgruppe «La Paniglia». 1945 wurde durch Tista Murk «La Scena» etabliert worden, ein Verlag für rätoromanische Theaterliteratur.
Im Jahre 2000 wurde in Zuoz auf dem historischen Dorfplatz La svouta – die Wende von Jacques Guidon aufgeführt. Das Stück nimmt Bezug auf Person und Werk Gion Travers’ und will so «ein(en) Bogen zurück in die Vergangenheit» schlagen.

## Gegenwart
Derzeit (Stand: 2011) sind acht Engadiner Theatergruppen in der Bündner Vereinigung für Volkstheater als Mitglieder geführt. Eine der grössten ist das Dramatische Theater Samedan. Der Dramaturg und Theaterregisseur Giovanni Netzer inszenierte 2010 zuoberst auf dem Julierpass das Stück «La regina da Saba» (= Die Königin von Saba). Im Dezember 2011 wurde im Lyceum Alpinum Zuoz ein eigenes und im Engadin erstmaliges Theaterhaus, das Zuoz Globe, eröffnet, in dem vor allem Stücke William Shakespeares auf dem Programm stehen.